# NGC 654

NGC 654

NGC 654 هي مجرة تتبع كوكبة ذات الكرسي. اكتشفها ويليام هيرشل في 3 نوفمبر 1787.

## روابط خارجية
- NGC 654 على موقع ويكي سكاي: DSS2, SDSS, GALEX, IRAS, Hydrogen α, X-Ray, Astrophoto, Sky Map, Articles and images